# Грота д'Анђело
Грота д'Анђело је насеље у Италији у округу Катанија, региону Сицилија.
Према процени из 2011. у насељу је живело 5 становника. Насеље се налази на надморској висини од 875 м.